# Glonville
Glonville is een gemeente in het Franse departement Meurthe-et-Moselle (regio Grand Est) en telt 317 inwoners (1999). De plaats maakt deel uit van het arrondissement Lunéville.

## Geografie
De oppervlakte van Glonville bedraagt 18,3 km², de bevolkingsdichtheid is 17,3 inwoners per km².
De onderstaande kaart toont de ligging van Glonville met de belangrijkste infrastructuur en aangrenzende gemeenten.

## Demografie
Onderstaande figuur toont het verloop van het inwonertal (bron: INSEE-tellingen).